# Rhynchagrotis faculoides
Rhynchagrotis faculoides là một loài bướm đêm trong họ Noctuidae.